# Mark Christian
Mark Christian (ur. 20 listopada 1990 w Douglas na Wyspie Man) – brytyjski kolarz szosowy i torowy.
Medalista mistrzostw Wielkiej Brytanii w kolarstwie torowym.

## Osiągnięcia

### Kolarstwo szosowe
Opracowano na podstawie:
2008
- 1. miejsce w Internationale Niedersachsen-Rundfahrt der Junioren

2014
- 2. miejsce w Beaumont Trophy

2018
- 1. miejsce w klasyfikacji górskiej Tour de Suisse

### Kolarstwo torowe
Opracowano na podstawie:
2008
- 2. miejsce w mistrzostwach Europy juniorów (wyścig drużynowy na dochodzenie)
- 2. miejsce w mistrzostwach Europy juniorów (wyścig indywidualny na dochodzenie)
- 1. miejsce w mistrzostwach Europy juniorów (madison)

2010
- 3. miejsce w igrzyskach Wspólnoty Narodów (wyścig punktowy)

2011
- 2. miejsce w mistrzostwach Europy U23 (wyścig drużynowy na dochodzenie)

## Rankingi

### Kolarstwo szosowe
| Rok              | 2010 | 2011  | 2012  | 2013 | 2014 | 2015 | 2016 | 2017  | 2018  | 2019  | 2020 | 2021  |
| ---------------- | ---- | ----- | ----- | ---- | ---- | ---- | ---- | ----- | ----- | ----- | ---- | ----- |
| World Ranking    |      |       |       |      |      |      | 961. | 1009. | 1060. | 1615. | -    | 1969. |
| UCI Europe Tour  | 789. | 1222. | 1124. | -    | 412. | -    | 636. | 699.  | 709.  | 1073. | -    | 1332. |
| UCI Asia Tour    | -    | -     | -     | -    | -    | -    | -    | -     | 517.  |       |      |       |
| UCI America Tour | -    | -     | 393.  | -    | -    | -    | -    | -     | -     |       |      |       |
|                  |      |       |       |      |      |      |      |       |       |       |      |       |
| Źródło: UCI      |      |       |       |      |      |      |      |       |       |       |      |       |